# Drei Lieder über Lenin
Drei Lieder über Lenin (russisch Три песни о Ленине) ist ein Film von Dsiga Wertow aus dem Jahr 1934. Der im Original knapp einstündige Film beruht auf drei Liedern, die in verschiedenen Regionen der Sowjetunion zu Ehren ihres Gründers, Lenin, im bäuerlichen Volk gesungen worden sein sollen. Der Film, der sowohl historisches Archivmaterial als auch neu gedrehte Sequenzen enthält, wurde zum 10. Todestag Lenins uraufgeführt.

## Inhalt
In drei Liedern, die in den östlichen Regionen der Sowjetunion auf Lenin gesungen worden sein sollen, wird ein heroisches Porträt des Revolutionsführers als Menschenfreund, Retter der Völker und Vollender der menschlichen Geschichte gezeichnet.
1. Lied (ab 3:40): „Mein Antlitz war in Dunkelheit gefangen…“
2. Lied (ab 18:44): „Wir liebten ihn, wie wir unsere Steppen lieben…“
3. Lied (ab 38:38): „In einer großen Stadt aus Stein…“
Als verbindendes Element zwischen den drei Liedern dienen Filmaufnahmen der – leeren – Bank im Park von Lenins Todeshaus in Gorki Leninskije, die durch mehrere Fotografien des auf ihr sitzenden Lenin ikonographische Berühmtheit errungen hatte.